# Контурная пластика
Контурная пластика —  хирургическая процедура, используемая в косметологии для коррекции овала лица, формы и объема губ, устранения морщин и других изменений, связанных с возрастом или эстетическими потребностями. Метод основан на введении под кожу специальных препаратов — филеров. История этой методики началась с конца XX века, и с тех пор технологии значительно усовершенствовались, расширив возможности и области применения контурной пластики.
Эффективность и безопасность процедуры подтверждена многочисленными клиническими исследованиями, однако, как и любое медицинское вмешательство, контурная пластика имеет ряд показаний и противопоказаний. Важность правильного выбора препаратов, квалификации специалиста и соблюдения техники проведения процедуры нельзя недооценивать, так как это напрямую влияет на результат и безопасность пациента.
- Современная контурная пластика активно развивается, включая в себя новейшие достижения в области материаловедения, технологий введения и после процедурного ухода. Проведение процедуры требует высокой квалификации врача и тщательного подхода к каждому случаю[3].

## Основы контурной пластики
Контурная пластика обеспечивает возможность коррекции многих эстетических недостатков и изменений, связанных с возрастом, без необходимости хирургического вмешательства. Основой данной процедуры является использование инъекций дермальных филлеров, что позволяет достичь временного эффекта, имитирующего результаты более инвазивных процедур.

###### Механизм действия
Механизм действия контурной пластики основан на введении под кожу филеров, которые физически «подпирают» кожу изнутри, придавая объем, заполняя морщины или складки и восстанавливая контуры лица. Существуют различные типы филеров, включая те, которые содержат вещества, способствующие стимуляции коллагенеза что способствует дополнительному уплотнению и улучшению качества кожи. Филеры могут быть биодеградируемыми, что означает, что они естественным образом рассасываются в теле со временем, или небиодеградируемыми, обеспечивая более длительный результат. Эффект от процедуры может длиться от нескольких месяцев до нескольких лет, в зависимости от типа используемого филера, индивидуальных характеристик организма пациента, а также области введения.

###### Основные препараты и материалы для инъекций
Для контурной пластики используются различные типы филеров, выбор которых зависит от целей процедуры, желаемого срока действия, а также индивидуальных особенностей пациента. Среди наиболее популярных филеров можно выделить:
· Гиалуроновая кислота: наиболее часто используемый материал, благодаря своей способности удерживать воду и обеспечивать естественный внешний вид.
· Кальций гидроксиапатит: минерал, схожий с костным, который часто используется для восстановления объема и стимуляции коллагенеза.
· Полиакриламид: синтетический материал, используемый для длительного увеличения объема в определенных областях.
· Полилактид (PLA): биодеградируемый материал, который стимулирует производство коллагена и используется для постепенного увеличения объема.
Выбор конкретного препарата осуществляется специалистом на основе анатомических особенностей пациента, желаемого эффекта и возможных реакций организма.

###### Анатомические области применения
Контурная пластика может быть использована в различных областях, включая, но не ограничиваясь:
· Лицо: для коррекции морщин, увеличения объема губ, коррекции носогубных складок и изменения контуров скул.
· Руки: для восстановления объема и уменьшения видимости вен и сухожилий.
· Шея и декольте: для уменьшения морщин и улучшения качества кожи.
В зависимости от анатомической зоны и желаемых изменений, может потребоваться использование различных типов филлеров и техник введения.

## Процедура
Контурная пластика является относительно быстрой процедурой, но требует точного планирования и выполнения. Подготовка, сама процедура и послепроцедурный уход играют критическую роль в достижении оптимальных результатов и мини-мизации риска осложнений.

###### Консультация и планирование
Перед началом процедуры контурной пластики пациент проходит консультацию со специалистом. Во время этого этапа врач оценивает медицинскую историю пациента, обсуждает его ожидания и желаемые результаты, и проводит осмотр анатомических областей, подлежащих коррекции. Это также время для обсуждения возможных рисков, противопоказаний и ожидаемого результата процедуры.
Специалист может сделать фотографии обрабатываемых областей для последующего сравнения до и после процедуры. Также с пациентом обсуждаются его прежние опыты эстетических процедур, аллергические реакции или чувствительность к определенным веществам, чтобы выбрать наиболее подходящий филлер.

###### Техники инъекций
Существует несколько техник введения филеров, выбор которых определяется типом филера, областью инъекции, желаемым результатом и индивидуальными особенностями пациента.
· Линейное наполнение (туннелирование или ретроградная техника): филлер инъецируется вдоль линии дефекта или морщины при постепенном выводе иглы.
· Фан-техника: включает в себя несколько инъекций, распространяющихся из одной точки, создавая веерообразный узор для более широкого распределения филлера.
· Точечная техника (серийные пункции): филлер вводится через серию точечных инъекций вдоль морщины или складки.
· Кросс-хэтчинг: инъекции выполняются в перекрестном порядке для создания сетки, что обеспечивает более равномерное распределение материала.
Вне зависимости от выбранной техники, правильная техника инъекции имеет решающее значение для минимизации боли, ушибов и других возможных осложнений.

###### Послепроцедурный уход и ограничения
После процедуры контурной пластики важно строго следовать рекомендациям специалиста. Часто пациентам советуют избегать интенсивного физического напряжения, посещения саун, бань или прямого солнечного света в течение определенного периода после процедуры для минимизации отеков и ушибов.
Также может быть рекомендовано избегать массажа или надавливания на обработанные участки в течение нескольких дней, чтобы не смещать филлер. В случае боли, отеков или любых других симптомов, пациенту следует немедленно обратиться за консультацией к врачу.
Контурная пластика — процедура с минимальным временем восстановления, что позволяет пациентам возвращаться к обычной жизни почти сразу после процедуры. Тем не менее, некоторые временные ограничения и рекомендации по уходу необходимы для достижения наилучших результатов и предотвращения осложнений.

## Показания и противопоказания
Контурная пластика — популярный метод коррекции различных эстетических проблем и недостатков. Однако, как и любое медицинское вмешательство, она имеет свои показания и противопоказания, которые необходимо учитывать для обеспечения безопасности и эффективности процедуры.

###### Основные показания для проведения процедуры
Показания к контурной пластике могут быть как эстетическими, так и реконструктивными. Среди наиболее частых показаний можно выделить:
· Морщины и складки: заполнение морщин, таких как носогубные складки, морщины вокруг рта, лба и других областей.
· Потеря объема: восстановление объема в областях, таких как щеки, губы или подчелюстной области, где произошло истончение или опущение тканей из-за возрастных изменений.
· Реконструкция: коррекция дефектов лица или тела, возникших в результате травм, хирургических вмешательств или врожденных аномалий.
· Улучшение контуров: определение и улучшение контуров лица, например, скул, линии челюсти или носа.

###### Риски и возможные осложнения
Несмотря на относительную безопасность, возможны определенные риски и осложнения, связанные с контурной пластикой, включая:
· Отеки и ушибы: наиболее частые побочные эффекты, обычно исчезают в течение нескольких дней.
· Асимметрия: неравномерное распределение филлера может привести к асимметрии.
· Гранулемы и узлы: редкие, но серьезные осложнения, представляющие собой маленькие уплотнения или узлы под кожей.
· Инфекции: хотя редко, но могут возникнуть, особенно если не соблюдаются стерильные условия.
· Васкулярные осложнения: если инъекция происходит в кровеносный сосуд или около него, это может привести к нарушениям кровообращения и серьезным последствиям, вплоть до некроза тканей.

###### Противопоказания
Существуют определенные противопоказания для контурной пластики, которые включают:
· Активные кожные заболевания или воспаления (акне, экзема, псориаз) в области предполагаемой инъекции.
· Нарушения свертываемости крови или прием антикоагулянтов.
· Аллергия на компоненты филера или анестетики.
· Беременность и период грудного вскармливания.
· Аутоиммунные заболевания или иммунодефицитные состояния.
· Недавние хирургические вмешательства или инъекции в области предполагаемой процедуры.
· Склонность к формированию келоидных рубцов.
Пациентам необходимо полностью информировать врача о своем здоровье, медицинской истории и любых принимаемых лекарствах перед проведением процедуры, чтобы минимизировать риски и обеспечить наилучшие результаты.

## Исследования эффективности
Контурная пластика представляет собой инъекционный метод коррекции, который включает введение специальных препаратов в определенные участки кожи с целью восполнения необходимого объема в нужной зоне, коррекции рубцов, заполнения морщин, увеличения объема губ, корректировки асимметрии и изменения формы различных участков лица и тела, например, носа и подбородка. Эффективность данного метода была подтверждена клиническими исследованиями, которые показали положительные результаты в борьбе с избыточными объемами и морщинами, а также с последствиями угревой болезни.
Методика контурного моделирования лица разработана на основе изучения различных клинических методик и современных достижений в области медицины и косметологии. Основные преимущества данного метода включают в себя возможность коррекции формы лица, борьбу с дряблостью кожи и эффектом «второго подбородка». Благодаря контурному моделированию возможно поддержание тонуса мышц и кожных покровов. Эффект от процедуры сохраняется на протяжении длительного времени, что обусловлено стабильными изменениями в структуре кожи после проведения определенного курса процедур. Изменения, происходящие с кожей, включают выравнивание рельефа кожного покрова в нужных местах, что позволяет максимально продлить эффект от проведенного пластического вмешательства. Процедура предполагает введение под кожу специального геля, количество инъекций в котором варьируется от 2 (мл.) до 12 (мл.). Процедуры проводятся в несколько приемов с интервалом между ними в 3-4 дня, что связано с необходимостью выработки ацетилхолина для формирования и восстановления коллагеновых волокон.
Контурная пластика включает в себя различные методы коррекции тела и лица, среди которых криолиполиз, липосакция, абдоминопластика и мезотерапия. Эффективность контурной пластики может варьироваться в зависимости от выбранного метода, квалификации исполнителя и индивидуальных особенностей пациента. Ниже приведены исследования эффективности некоторых методов контурной пластики:
Криолиполиз:
В отчете о клиническом и коммерческом опыте с криолиполизом в частной практике пластической хирургии только шесть из 528 пациентов были недовольны клиническим результатом; четверо из этих шести пациентов были удовлетворены после повторного лечения. Исследование Garibyan и соавт. использовало трехмерную камеру для оценки количества жира.
Липосакция и абдоминопластика:
В серии из 188 случаев за 3 года (2017—2019) использовались модификация хирургической техники: сначала проводилась 360-градусная липосакция, а затем абдоминопластика в одно и то же время.
Общее воздействие пластической хирургии на контурное моделирование тела:
Исследование показало, что с ростом количества операций по бариатрической хирургии, контурное моделирование тела оказывает значительное влияние на психологическое и эмоциональное состояние пациентов.
Криолиполиз для снижения жировой ткани и контурного моделирования:
С учетом повышенного риска осложнений от более инвазивных методов, таких как липосакция, криолиполиз представляет собой многообещающий метод для нехирургического контурного моделирования тела.
Эффективность мезотерапии для контурного моделирования:
В клиническом исследовании было проведено клиническое исследование для оценки эффективности мезотерапии для контурного моделирования тела. В этом перспективном, контролируемом исследовании за 12-недельный период было привлечено 20 женщин.
Эти исследования показывают различные аспекты и методы контурной пластики, подтверждая ее эффективность в определенных условиях и при правильном подходе к процедуре.

#### Профилактика осложнений и безопасность процедуры
Контурная пластика, как и любая медицинская процедура, может вызвать определенные осложнения. Основные причины возникновения осложнений после инъекционной контурной пластики включают недостаточный профессионализм и опыт специалиста, неправильную технику инъекции, качество вводимого препарата, а также неграмотный сбор или упущение важных анамнестических данных пациента.
Профилактика осложнений:
· Основой профилактики осложнений является подробный сбор анамнеза, который помогает идентифицировать возможные риски и выбирать наиболее подходящие методы и препараты для каждого пациента.
· Профессионализм и опыт специалиста, а также использование качественных препаратов, играют ключевую роль в предотвращении осложнений после инъекций.
Основные осложнения:
· Ранние осложнения: включают отек и гиперемию, гематому, реакции гиперчувствительности, воспаление из-за инфекции в области инъекции и осложнения, связанные с неправильной техникой инъекции.
· Поздние осложнения: включают гиперпигментацию кожи, возникновение очагов хронического инфекционного процесса и гранулемы инородного тела.
Соблюдение правил асептики и антисептики, выбор качественных материалов и препаратов, а также грамотное проведение процедуры специалистами с высокой квалификацией и опытом в данной области, способствует минимизации риска возникновения осложнений и обеспечивает безопасность процедуры